# ISO/IEC JTC 1
El Comité Técnico Conjunto 1 (del inglés Joint Technical Committee 1) es uno de los Comités Técnicos de la Organización Internacional para la Estandarización (ISO) y de la Comisión Electrotécnica Internacional (IEC), el cual que tiene el propósito desarrollar, mantener y promover el uso de estándares en el campo de la Tecnología de la información (TI) y las Tecnologías de la información y la comunicación (TIC).
El JTC 1 ha sido responsable de muchos estándares IT muy importantes, que van desde el Moving Picture Experts Group del afamado formato de video MPEG al lenguaje de programación C++.

## Historia
ISO/IEC JTC 1 fue formado en 1987 como una fusión de ISO/TC 97 (Tecnología de la Información) y de IEC/TC 83, uniendo más tarde IEC/SC 47B. El objetivo  era unir, en un solo comité, las actividades de estandarización de IT de estas dos organizaciones para evitar duplicados o la posibilidad de crear estándares incompatibles. En el momento de su formación, el encargo de JTC 1 era desarrollar estándares base de la Tecnología de la Información para qué otros comités técnicos pudieran construir sobre ellos. Esto permitiría el desarrollo de estándares de dominio y aplicación específicos que podrían ser aplicables a dominios empresariales concretos, mientras también se asegura la interoperabilidad y funcionamiento de los estándares sobre una base consistente.
En sus primeros 15 años, JTC 1 produjo muchos estándares en el sector de la Tecnología de la Información, incluyendo estándares en los campos multimedia (como MPEG), de las tarjetas# IC (o "tarjetas inteligentes"), la seguridad TIC, los lenguajes de programación, y conjuntos de caracteres (como el Conjunto de Caracteres Universal ). A principios de los 2000, la organización expandió su desarrollo de estándares a campos como la seguridad y la autentificación, el ancho de banda/gestión de la conexión, el almacenamiento y la gestión de datos, el software y la ingeniería de sistemas, los protocolos de servicio, los dispositivos de informática portátiles, y ciertos aspectos sociales como protección de datos y adaptabilidad cultural y lingüística.
Durante más de 25 años, JTC 1 ha proporcionado un entorno de desarrollo de los estándares donde los expertos se reúnen para desarrollar estándares de la Tecnología de la Información y la Comunicación (TIC) para la aplicación de empresas y consumidores a nivel mundial.  JTC 1 también está abordando áreas tan importantes como las teleconferencias y las reuniones online, la interfaz de administración de datos en la nube, la biometría en la gestión de la identidad, redes de sensores para sistemas de redes eléctricas inteligentes, y gobiernos corporativos de implementación TIC. Conforme las tecnologías convergen, JTC 1 actúa como un sistema integrador, especialmente en áreas de estandarización donde muchos consorcios y foros están activos. JTC 1 proporciona el entorno de aprobación de estándares para la integración de diversas y complejas tecnologías TIC. Estos estándares dependen de las  principales tecnologías de infraestructura desarrolladas por JTC 1 complementados con especificaciones desarrolladas por otras organizaciones. Hay más de 2800 JTC 1 estándares publicados desarrollados por 2100 expertos técnicos de alrededor del todo el mundo, muchos de los cuales están disponibles para descargarlos gratuitamente.

## Liderazgo
En 2008, Karen Higginbottom fue elegida presidenta. En una entrevista de 2013, expone las prioridades, las cuales incluyen estándares de computación en nube y adaptaciones de estándares existentes. Después de que el liderazgo de nueve años de Karen terminara en 2017, Phil Wennblom fue elegido presidente en el pleno del  JTC 1 de Vladivostok, Rusia.

## PAS process
JTC 1 ha implementado el proceso de "Especificación Pública Disponible"  (en inglés 'Publicly Available Specification', PAS).  El proceso PAS permite a un PAS ser aprobado como un estándar ISO/IEC en 9 meses.  Algunos consorcios, como OASIS, Trusted Computing Group (TCG), The Open Group, Object Management Group (OMG), W3C, [[Distributed Management Task Force]] (DMTF), Storage Networking Industry Association (SNIA), Open Geospatial Consortium (OGC), GS1, Spice User Group, Open Connectivity Foundation (OCF), NESMA, y Society of Motion Picture and Television Engineers (SMPTE), usan este proceso para convertir sus especificaciones de forma eficiente en estándares ISO/IEC.

## Ámbito y objetivo
El ámbito de ISO/IEC JTC 1 es "Estandarización internacional en el campo de la Tecnología de la Información".  Oficialmente su objetivo es desarrollar, mantener, promover y facilitar  estándares TI necesitados por los mercados globales que satisfacen los requisitos de empresas y usuarios sobre:
- El diseño y desarrollo de sistemas y herramientas TI
- El rendimiento y la calidad de productos y sistemas TI
- La seguridad de sistemas e información TI
- La portabilidad de aplicaciones informáticas
- La interoperabilidad de productos y sistemas TI
- Los entornos y herramientas unificados
- El vocabulario TI armonizado
- Las interfaces de usuario intuitivas y con diseños ergonómicos

## Principios rectores
JTC 1 tiene una serie de principios que guían el desarrollo de estándares en la organización, estos incluyen:
- Desarrollo de estándares orientado completamente a una visión empresarial (por ejemplo: rentabilidad, cortos periodos de desarrollo, resultados orientados al mercado)
- Proporcionar un amplio rango de calidad de productos y servicios, dentro del ámbito y objetivo de JTC 1, para cubrir las necesidades identificadas a nivel global
- Promover el uso de  sus productos y servicios y la implementación oportuna de los estándares JTC 1 en forma de productos útiles a escala mundial
- Asegurar que las necesidades de sus usuarios, incluyendo requisitos multiculturales, están completamente cubiertas, de manera que sus productos y servicios promuevan el comercio internacional
- Reconocer el valor del trabajo de otras organizaciones y su contribución a la estandarización TI internacional y complementar programas JTC 1 existentes y venideros a través de actividades de vanguardia con el objetivo de proporcionar los mejores estándares internacionales
- Proporcionar un entorno de desarrollo de estándares el cual atraiga expertos técnicos y usuarios habiendo identificado las estandarizaciones necesarias

## Miembros
La membresía de JTC 1 está abierta para cualquier organización internacional, tal como en sus dos organizaciones padres. Un miembro puede ser participante (P) u observador (o), siendo la diferencia principal la capacidad para votar en los estándares propuestos. Hay una serie de países que son participantes activos de JTC 1, de la misma manera hay una serie de países observadores. La secretaría de JTC 1 se encuentra en el Instituto Nacional Estadounidense de Estándares (American National Standards Institute, ANSI), situado en Estados Unidos.
Se permite participar a otras organizaciones como Miembros de Enlace, algunas de las cuales son parte de ISO/IEC y otras son externas. Las organizaciones externas enlazadas a JTC 1 son:
- Comisión Europea (CE)
- Ecma International
- Unión Internacional de Telecomunicaciones (UIT)

## Estructura
La mayoría del desarrollo de estándares es hecho por subcomités (SCs, del inglés subcommittees ), cada uno de ellos se ocupa de un campo específico. La mayoría de estos subcomités tienen varios grupos de trabajo (WGs, del inglés working groups). Los subcomités. grupos de trabajo, grupos de trabajo especiales (SWGs, del inglés special working groups) y los grupos de estudio (SGs, del inglés study groups) que forman JTC 1 son:

| Subcomité/Grupo de Trabajo/Grupo de Trabajo Especial | Título                                                                    |
| ---------------------------------------------------- | ------------------------------------------------------------------------- |
| ISO/IEC JTC 1/JAG                                    | JTC 1 Advisory Group                                                      |
| ISO/IEC JTC 1/SG 1 (disuelto)                        | Smart Cities                                                              |
| ISO/IEC JTC 1/SG 2 (disuelto)                        | Big Data                                                                  |
| ISO/IEC JTC 1/SG 3                                   | 3D Printing and scanning                                                  |
| ISO/IEC JTC 1/SWG 1 (disuelto)                       | Accessibility (SWG-A)                                                     |
| ISO/IEC JTC 1/SWG 2 (disuelto)                       | Directives                                                                |
| ISO/IEC JTC 1/SWG 3 (disuelto)                       | Planning                                                                  |
| ISO/IEC JTC 1/SWG 5 (disuelto)                       | Internet of Things (IoT)                                                  |
| ISO/IEC JTC 1/SWG 6 (disuelto)                       | Management                                                                |
| ISO/IEC JTC 1/SWG 7                                  | JTC 1 JAG Group on Emerging Technologies and Innovations (JETI)           |
| ISO/IEC JTC 1/WG 7 (disuelto)                        | Sensor networks                                                           |
| ISO/IEC JTC 1/WG 9 (disuelto)                        | Big Data                                                                  |
| ISO/IEC JTC 1/WG 10 (disuelto)                       | Internet of Things (IoT)                                                  |
| ISO/IEC JTC 1/WG 11                                  | Smart cities                                                              |
| ISO/IEC JTC 1/WG 12                                  | 3D printing and scanning                                                  |
| ISO/IEC JTC 1/SC 2                                   | Coded character sets                                                      |
| ISO/IEC JTC 1/SC 6                                   | Telecommunications and information exchange between systems               |
| ISO/IEC JTC 1/SC 7                                   | Software and systems engineering                                          |
| ISO/IEC JTC 1/SC 17                                  | Cards and security devices for personal identification                    |
| ISO/IEC JTC 1/SC 22                                  | Programming languages, their environments and system software interfaces  |
| ISO/IEC JTC 1/SC 23                                  | Digitally Recorded Media for Information Interchange and Storage          |
| ISO/IEC JTC 1/SC 24                                  | Computer graphics, image processing and environmental data representation |
| ISO/IEC JTC 1/SC 25                                  | Interconnection of information technology equipment                       |
| ISO/IEC JTC 1/SC 27                                  | IT security techniques                                                    |
| ISO/IEC JTC 1/SC 28                                  | Office equipment                                                          |
| ISO/IEC JTC 1/SC 29                                  | Coding of audio, picture, multimedia and hypermedia information           |
| ISO/IEC JTC 1/SC 31                                  | Automatic identification and data capture techniques                      |
| ISO/IEC JTC 1/SC 32                                  | Data management and interchange                                           |
| ISO/IEC JTC 1/SC 34                                  | Document description and processing languages                             |
| ISO/IEC JTC 1/SC 35                                  | User interfaces                                                           |
| ISO/IEC JTC 1/SC 36                                  | Information technology for learning, education and training               |
| ISO/IEC JTC 1/SC 37                                  | Biometrics                                                                |
| ISO/IEC JTC 1/SC 38                                  | Cloud Computing and Distributed Platforms                                 |
| ISO/IEC JTC 1/SC 39                                  | Sustainability for and by Information Technology                          |
| ISO/IEC JTC 1/SC 40                                  | IT Service Management and IT Governance                                   |
| ISO/IEC JTC 1/SC 41                                  | Internet of Things and related technologies                               |
| ISO/IEC JTC 1/SC 42                                  | Artificial Intelligence                                                   |

Cada subcomité puede tener subgrupos creados para propósitos específicos:
- Los Grupos de Estudio (SGs) son decretados para investigar la necesidad y viabilidad de  estandarización y/o guías adicionales en un área técnica. El objetivo principal de un Grupo de Estudio es comprender las actividades actuales en un área particular y hacer recomendaciones a JTC 1 o a subcomités específicos.
- Los Grupos de Trabajo (WGs) son establecidos para tramitar el desarrollo  de uno o más tareas aprobadas, y existirán mientras sea responsable de tareas aprobadas.
- Otros Grupos de Trabajo (OWGs) emprenden tareas específicas entre las reuniones de un subcomité. Estas tareas son  definidas en términos de referencia del OWG.

Los subcomités pueden ser creados para tratar con nuevas situaciones (SC 37 fue establecido en 2002, SC 38 en 2009, SC 39 en 2012 y SC 40 en 2013) o disueltos si el tema que tratan ya no es relevante. Los miembros no tiene requisitos para mantener sus cargos en uno o todos los subcomités.